# 脈絡網膜炎
脈絡網膜炎（みゃくらくもうまくえん、英: chorioretinitis, Choroid retinitis）とは眼の脈絡膜(en:choroid)と網膜の炎症。

## 症状
脈絡網膜炎の症状は飛蚊症と視界不良である。

## 原因
脈絡網膜炎はトキソプラズマ症やサイトメガロウイルス感染症を原因とすることが多く、ほとんどの患者が幼児である。

## 治療
脈絡網膜炎の治療にはコルチコステロイドと抗生物質が併用される。 